# Amalie Sofie Holstein
Amalie Sofie Holstein, född 1748, död 1823, var en dansk hovdam. Hon uppmärksammades för sin skönhet och charm och var vid sidan av Christine Sophie von Gähler och Anna Sofie Bülow känd som en av det danska hovets tre gracer.
Hon var dotter till Schack von Buchwald til Johannisdorff och Eleonora Elisabet von Plessen, och gifte sig 1763 med greve Ulrik Adolf Holstein. Hennes make utnämndes 1766 till ambassadör i Berlin, men hon lyckades under en maskeradbal övertala kungen att utnämna någon annan, eftersom hon inte ville lämna Danmark, och ha lovade att skulle slippa resa till Berlin. Detta ingripande väckte skandal och ogillades av både ministrarna och drottningen, då hon ansågs ha lagt sig i politiken genom flirt. Kungen utnämnde då i stället maken till Amtmand i Tønder, där hon ska ha trivts mycket illa.  
Efter att kungaparet återkommit från sin omtalade resa genom hertigdömerna Slesvig og Holsten 1770, återvände paret till hovet i hopp om att återfå en plats under Struensees regering. Förhoppningarna lyckades, delvis tack vare inflytande från Christine Sophie von Gähler, och maken fick en hög post i Köpenhamn, vilket gjorde att hon själv nu återigen kunde delta i hovlivet. 
Amalie Sofie Holstein beskrivs som munter, vänlig och vacker, till utseendet något fetlagd och som en sympatisk person av de som kände henne. Hon blev känd som en av hovets tre gracer. Hon hade ett förhållande med Enevold Brandt, som ska ha använt sin ställning som gunstling till att skaffa henne pengar att betala sina betydande spelskulder med. Det ska också ha fått honom att överge sin roll som kungens skötare och överlåta den på Reverdil. Det anges vara för Brandts skull som Struensee lät paret vara kvar vid hovet, då Holstein ogillades av Struensee och drottningen, och hennes make hade visat sig oduglig som politiker och snart kom i konflikt med Struensee. Holstein mottog Matildeordenen och var en centralfigur vid hovets fester, där hon uppmärksammades för sin talang för dans. Struensee ogillade henne eftersom han misstänkte henne för att ha eggat Brandt att uppträda krävande mot honom.  
Amalie Sofie Holstein dansade med Brandt på maskeradbalen samma natt statskuppen mot Struensee ägde rum i januari 1772, och då han eskorterade henne från balen ska han ha sagt till henne att han var rädd att deras roller snart var överspelade. Efter Struensees fall slapp paret Holstein mycket lindrigare undan än andra anhängare till Struensee: maken fick bara tillbaka sin gamla ställning som Amtmand i Tønder och paret tvingades lämna hovet. 
Hon fick 1775 sitt enda barn och blev änka 1789.  